# Les Granges brûlées (soundtrack)
Les Granges brûlées är soundtracket från 1973 till filmen Kvinnan i snön (fransk titel: Les Granges brûlées), komponerat av Jean Michel Jarre. Det släpptes av skivbolaget Eden Roc i Frankrike och Kanada. Det släpptes på nytt 2003 i cd-format av Disques Dreyfus.

## Låtlista
1. "La Chanson des Grange brûlées" - 2:40
2. "Le Pays de Rose" - 2:02
3. "L'Helicoptre" - 1:29
4. "Une Morte dans la Neige" - 1:40
5. "Zig-Zag" - 2:15
6. "Le Juge" - 1:20
7. "Le Car, Le Chasse Neige" - 1:24
8. "Theme de L'Argent" - 1:08
9. "Rose" - 2:15
10. "Hesitation" - 1:00
11. "La Perquistion et les Paysans" - 2:35
12. "Reconstitution" - 0:55
13. "Les Granges brûlées" - 3:14
14. "Descente au Village" - 0:25
15. "La Verité" - 0:58
16. "Generique" - 2:40